# Józef Ryszard Diez
Józef Ryszard Diez OAR (ur. 16 lutego 1909 w León, zm. 25 lipca 1936 w Motril) – błogosławiony Kościoła katolickiego, brat zakonny zakonu augustianów rekolektów, najmłodszy z męczenników.

## Życiorys
Osierocony wcześnie przez rodziców w wieku 17 lat wstąpił do nowicjatu augustianów rekolektów i w 1926 złożył profesję zakonną w Villaviciosa. W tym samym roku przeżył jednak kryzys powołania i poprosił o dymisję. Do zakonu powrócił w 1932 i w styczniu 1934 w Villaviciosa złożył śluby wieczyste.
W czasie hiszpańskiej wojny domowej w pełni świadomy zagrożenia pozostał w Motril. W dniu śmierci został wyprowadzony siłą przez milicję z klasztoru na ulicę i rozstrzelany wraz z czterema współbraćmi.
Beatyfikowany przez papieża Jana Pawła II w grupie ośmiu męczenników z Motril, ofiar „z nienawiści do wiary”.